# Zoltán
Zoltán (896 - † 949) fou el fill més jove del príncep hongarès Árpád d'Hongria. Segons les cròniques, per quan Árpád va morir, els germans grans de Zoltán havien mort en guerres, essent ell l'únic supervivent per ascendir al tron. El jove Zoltán fou posat sotal a tutoria dels caps hongaresos Botond, Lél i Bulcsú, que eren guerrers famosos. Aquesta situació afavorí que altres caps hongaresos locals adquirissin més poder i autonomia, especialment Bulcsú, per la qual cosa la figura del príncep quedà relegada i perdé importància.
En tenir l'edat apropiada, Zoltán fou el successor d'Árpád, però mai no pogué reunificar totalment el poder de la figura del Príncep sobre les tribus hongareses disperses. Se sap que l'únic fill conegut de Zoltán fou el següent successor al tron: Taksony. Tanmateix, aquest no pogué ocupar el tron el 947, i segons la tradició hongaresa aquest títol passà per un temps a un altre membre de més edat de la família: Falicsi.
Posteriorment s'ha estimat al segle XX que qui va succeir Árpád hauria estat Szabolcs, un altre cap hongarès, el qual probablement exercí el poder en nom del jove. Les opinions, tanmateix, no són concloents i hi ha diverses teories.
Durant aquest període, els hongaresos avançaren per tot Europa, batallant a diferents punts, com a les batalles d'Eisenach (908), Lechfeld (910), Puchen (919), riu Eno (913), Merseburg (933) i al setge de Lleida (942).

## El nom avui
El nom de Zoltán i la seva variació Zsolt són molt comuns en l'actualitat a Hongria. Si bé durant l'Edat Mitjana i principis de l'Edat Moderna no fou un nom gaire comú, als segles XX i XXI s'ha popularitzat molt, així com els noms Attila, Csaba i Ákos.

## Família i descendència
Per l'antiguitat de l'època, i perquè els hongaresos no registraven per escrit els esdeveniments, no hi ha registres de qui pogué haver estat la seva dona (o dones, car eren polígams en aquells temps) i quants fills o filles tingué exactament. Només se sap que el seu descendent més rellevant fou Taksony d'Hongria (c. 931-972)